# Kroatien i Eurovision Song Contest 2012
Kroatien deltog i Eurovision Song Contest 2012 i Baku i Azerbajdzjan. 

## Uttagningsväg

### Internt val
Efter att Daria Kinzer misslyckats med att kvalificera sig med "Celebrate" för finalen i Eurovision Song Contest 2011 meddelade HRT att den nationella uttagningen till år 2012, Dora 2012, skulle genomgå stora förändringar. Den 7 december meddelade HRT officiellt sitt deltagande i nästa års upplaga av Eurovision Song Contest. Den 10 januari 2012 meddelade HRT att man valt att välja sin artist och låt internt istället för att hålla en nationell uttagningsfinal och valet gick på sångerskan Nina Badrić som redan deltagit i Dora fyra gånger tidigare. Det meddelades också att den låt hon skulle framföra i Baku skulle presenteras i mars.

### Dora 2012
Först rapporterades det att Dora 2012 skulle hållas under två dagar i Opatija eftersom det var uttagningens 20-årsjubileum. Under den första kvällen var det meningen att de förra 19 vinnarna av DORA skulle framföra sina vinnarlåtar och de kroatiska TV-tittarna skulle få rösta fram sin favoritvinnare genom tiderna. Under den andra kvällen skulle Badrić presentera sin låt som skulle bli Kroatiens tjugonde bidrag i ESC. Den 24 januari meddelades det att det inte skulle bli något extra program med tidigare vinnare utan bara en kväll, den 18 februari, då bidraget för 2012 skulle presenteras. Platsen för showen flyttades också till Kroatiens huvudstad Zagreb. Nästa dag avslöjades det också att flera kända gästartister skulle uppträda vid evenemanget. Programmet som visades den 18 februari var en timme långt och sändes även på webben. Programmet inleddes med en introduktion av Badrić följt av två soloframträdanden från henne. Hon sjöng sedan låtarna "Rock me" och "Ja sam vlak" tillsammans med Emilija Kokić. Hon sjöng sedan ytterligare två låtar själv innan hon sjöng låten "Lejla" tillsammans med Hari Mata Hari. Efter det framträdde MayaSar med låten "Čarobno jutro", den låt som Badrić placerat sig på andra plats med i Dora 2003. Efter det framförde Badrić  en låt till och introducerade sedan Kaliopi innan hon sjöng ytterligare en låt. Efter det sjöng hon en cover på en av Rambo Amadeus låtar följt av en cover på låten "I'm so excited" av The Pointer Sisters. Till sist framförde Nina Radojčić sin låt "Čaroban". I slutet av programmet visade det sig att Badrić skulle sjunga sin låt "Nebo" i Baku. Låten var redan känd sedan tidigare då den släppts den 30 november året innan på Badrićs album NeBo.

## Gästartister i Dora
- MayaSar[5]
- Kaliopi[5]
- Rambo Amadeus[5]
- Hari Mata Hari[5]
- Emilija Kokić[5]
- Nina Radojčić[6]

## Vid Eurovision
Kroatien deltog i den andra semifinalen den 24 maj. Där hade de startnummer 10. De lyckades dock inte ta sig vidare till finalen.